# Arctomia
Arctomia är ett släkte av lavar. Enligt Catalogue of Life ingår Arctomia i familjen Arctomiaceae, ordningen Lecanorales, klassen Lecanoromycetes, divisionen sporsäcksvampar och riket svampar, men enligt Dyntaxa är tillhörigheten istället familjen Arctomiaceae, klassen Lecanoromycetes, divisionen sporsäcksvampar och riket svampar.
|          | Gregorella                            |
|          |                                       |
| Arctomia | \| \| Arctomia delicatula \| \| \| \| |
|          | \| \| Arctomia delicatula \| \| \| \| |
|          | Arctomia delicatula                   |
|          |                                       |

|  | Arctomia delicatula |
|  |                     |